# یواس‌اس چلنج (آی‌دی-۱۰۱۵)
یواس‌اس چلنج (آی‌دی-۱۰۱۵) (به انگلیسی: USS Challenge (ID-1015)) یک کشتی بود که طول آن ۱۲۲ فوت (۳۷ متر) بود. این کشتی در سال ۱۸۸۹ ساخته شد.